# Petro Kryżaniwski
Petro Kryżaniwski, ukr. Петро Крижанівський (ur. 28 grudnia 1891?/9 stycznia 1892 w guberni podolskiej, zm. ?) – rosyjski, a następnie ukraiński wojskowy (podpułkownik), szef oddziału ukraińskiego Sonderstab „R”, a następnie dowódca 1 Pułku Kozackiej Brygady Kawalerii podczas II wojny światowej.

## Życiorys
Służył w armii rosyjskiej, dochodząc do stopnia kapitana. Brał udział w I wojnie światowej. Był ranny. Następnie wstąpił do nowo formowanej armii ukraińskiej. Awansował do stopnia majora. Na emigracji został podpułkownikiem. W 1942 r. stanął na czele ukraińskiego oddziału Sonderstab „R” płk. Borisa A. Smysłowskiego. W grudniu 1943 r. w stopniu pułkownika objął funkcję szefa sztabu Ukraińskiej Armii Wyzwoleńczej. Następnie w okupowanym Łasku pełnił funkcję komendanta meldekopfu szkoły wywiadowczej w Weigelsdorfie. Podporządkował się Rosyjskiej Armii Wyzwoleńczej (ROA). Na początku 1945 r. dowodził samodzielnym pułkiem, który jako 1 Pułk wszedł w skład nowo formowanej na obszarze Austrii Kozackiej Brygady Kawalerii gen. Antona W. Turkula. 
Jego losy po zakończeniu wojny są nieznane.